# Aenictus philiporum
Aenictus philiporum är en myrart som beskrevs av Wilson 1964. Aenictus philiporum ingår i släktet Aenictus och familjen myror. Inga underarter finns listade i Catalogue of Life.